# Любляна (станция)
Станция Любляна (словен. Železniška postaja Ljubljana) — главная пассажирская железнодорожная станция в словенском городе Любляне, входит в Словенские железные дороги.
Расположена к северу от исторического центра Любляны. Со станции отправляются поезда в направлении Марибора, Триеста, австрийских городов Грац и Клагенфурт, хорватского Загреба.
Станция в Любляне задумывалась как транзитная станция на линии, соединяющей Вену с Триестом. Здание вокзала строилось с 1847 по 1849 год. 18 июня того же года на станцию прибыл первый поезд из Целе.